# Tisrasse
Tisrasse  (in arabo تيسراس‎?) è un centro abitato e comune rurale del Marocco situato nella provincia di Taroudant, regione di Souss-Massa. Conta una popolazione di 7 656 abitanti (censimento 2014).